# Na wylocie
Na wylocie (ang. Crashing) – amerykański serial telewizyjny (komedia) wyprodukowany przez Apatow Productions, którego twórcą jest Pete Holmes. Serial był emitowany od 19 lutego 2017 roku do 10 marca 2019 roku przez HBO, natomiast w Polsce dzień później na HBO Polska.
W marcu 2019 roku stacja HBO ogłosiła zakończenie produkcji serialu po trzech sezonach.

## Fabuła
Sezon 1:
Pochodzący z przedmieść mężczyzna marzy o karierze stand-upera. Jego życie przewraca się do góry nogami, kiedy odkrywa, że ukochana żona go zdradza. Z pomocą przychodzą mu znajomi, którzy pozwalają mu tymczasowo spać na kanapach w swoich mieszkaniach. Pete wchodzi głęboko w świat nowojorskiej sceny stand-upu i szybko odkrywa jego blaski i cienie.
Sezon 2:
Opowiada o komiku po rozwodzie próbującym swoich sił w świecie nowojorskiego stand-upu. Pete nieustająco stara się znaleźć swoje miejsce w Nowym Jorku jako stand-uper. Dzięki przyjaciółce – Ali – odkrywa pełen osobliwości świat alternatywnej sceny komediowej. Pełne optymizmu podejście do życia Pete’a wiele razy zostaje wystawione na próbę. Mężczyzna nie traci jednak pogody ducha.

## Obsada

### Główna
- Pete Holmes jako Pete

### Role drugoplanowe
- Lauren Lapkus jako Jess, była żona Pete’a
- Artie Lange jako on sam
- T.J. Miller jako on sam
- Sarah Silverman jako ona sama

## Odcinki
| Sezon | Sezon | Odcinki | Oryginalna emisja | Oryginalna emisja | Oryginalna emisja | Oryginalna emisja | Oryginalna emisja |
| Sezon | Sezon | Odcinki | Premiera sezonu   | Finał sezonu      | Premiera sezonu   | Finał sezonu      |                   |
| ----- | ----- | ------- | ----------------- | ----------------- | ----------------- | ----------------- | ----------------- |
|       | 1     | 8       | 19 lutego 2017    | 9 kwietnia 2017   | 20 lutego 2017    | 10 kwietnia 2017  |                   |
|       | 2     | 8       | 14 stycznia 2018  | 18 lutego 2018    | 15 stycznia 2018  | 19 lutego 2018    |                   |
|       | 3     | 8       | 20 stycznia 2019  | 10 marca 2019     | 21 stycznia 2019  | 11 marca 2019     |                   |

### Sezon 1 (2017)
| Nr | # | Tytuł       | Reżyseria     | Scenariusz                              | Premiera HBO    | Premiera HBO Polska |
| -- | - | ----------- | ------------- | --------------------------------------- | --------------- | ------------------- |
| 1  | 1 | Artie Lange | Judd Apatow   | Pete Holmes                             | 19 lutego 2017  | 20 lutego 2017      |
| 2  | 2 | The Road    | Chris Kelly   | Pete Holmes, Oren Brimer                | 26 lutego 2017  | 27 lutego 2017      |
| 3  | 3 | Yard Sale   | Chris Kelly   | Judd Apatow, Pete Holmes                | 5 marca 2017    | 6 marca 2017        |
| 4  | 4 | Barking     | Jeff Schaffer | Pete Holmes, Judd Eric Slovin           | 12 marca 2017   | 13 marca 2017       |
| 5  | 5 | Parents     | Jeff Schaffer | Pete Holmes, Judah Miller               | 19 marca 2017   | 20 marca 2017       |
| 6  | 6 | Warm-up     | Ryan McFaul   | Pete Holmes, Beth Stelling              | 26 marca 2017   | 27 marca 2017       |
| 7  | 7 | Julie       | Ryan McFaul   | Pete Holmes, Judd Apatow, Patrick Walsh | 2 kwietnia 2017 | 3 kwietnia 2017     |
| 8  | 8 | The Baptism | Ryan McFaul   | Pete Holmes, Judd Apatow                | 9 kwietnia 2017 | 10 kwietnia 2017    |

### Sezon 2 (2018)
| Nr | # | Tytuł          | Reżyseria           | Scenariusz                    | Premiera HBO     | Premiera HBO Polska |
| -- | - | -------------- | ------------------- | ----------------------------- | ---------------- | ------------------- |
| 9  | 1 | The Atheist    | Ryan McFaul         | Pete Holmes, Judd Apatow      | 14 stycznia 2018 | 15 stycznia 2018    |
| 10 | 2 | Pete and Leif  | Ryan McFaul         | Pete Holmes, Judd Apatow      | 21 stycznia 2018 | 22 stycznia 2018    |
| 11 | 3 | Bill Burr      | Ryan McFaul         | Pete Holmes, Greg Fitzsimmons | 28 stycznia 2018 | 29 stycznia 2018    |
| 12 | 4 | Porter Got HBO | Ryan McFaul         | Judah Miller                  | 4 lutego 2018    | 5 lutego 2018       |
| 13 | 5 | Too Good       | Jude Weng           | Pete Holmes, Beth Stelling    | 11 lutego 2018   | 12 lutego 2018      |
| 14 | 6 | Artie          | Gillian Robespierre | Pete Holmes, Judd Apatow      | 18 lutego 2018   | 19 lutego 2018      |
| 15 | 7 | NACA           | Oren Brimer         | Pete Holmes                   | 25 lutego 2018   | 26 lutego 2018      |
| 16 | 8 | Roast Battle   | Gillian Robespierre | Pete Holmes, Judd Apatow      | 4 marca 2018     | 5 marca 2018        |

### Sezon 3 (2019)
| Nr | # | Tytuł                 | Reżyseria           | Scenariusz                               | Premiera HBO     | Premiera HBO Polska |
| -- | - | --------------------- | ------------------- | ---------------------------------------- | ---------------- | ------------------- |
| 17 | 1 | Jaboukie              | Ryan McFaul         | Judd Apatow, Pete Holmes                 | 20 stycznia 2019 | 21 stycznia 2019    |
| 18 | 2 | The Temple Gig        | Ryan McFaul         | Judah Miller, Pete Holmes, Yoni Weinberg | 27 stycznia 2019 | 28 stycznia 2019    |
| 19 | 3 | The Secret            | Gillian Robespierre | Pete Holmes                              | 3 lutego 2019    | 4 lutego 2019       |
| 20 | 4 | MC, Middle, Headliner | Oren Brimer         | Dave King, Mike Lawrence, Pete Holmes    | 10 lutego 2019   | 11 lutego 2019      |
| 21 | 5 | Mom and Kat           | Gillian Robespierre | Judd Apatow, Pete Holmes                 | 17 lutego 2019   | 18 lutego 2019      |
| 22 | 6 | The Viewing Party     | Judd Apatow         | Jamie Lee, Pete Holmes                   | 24 lutego 2019   | 25 lutego 2019      |
| 23 | 7 | The Christian Tour    | Gillian Robespierre | Greg Fitzsimmons, Pete Holmes            | 3 marca 2019     | 4 marca 2019        |
| 24 | 8 | Mulaney               | Gillian Robespierre | Judd Apatow, Judah Miller                | 10 marca 2019    | 11 marca 2019       |

## Produkcja
22 stycznia 2016 roku, stacja kablowa HBO zamówiła ośmioodcinkowy serial, w którym główną rolę zagra Pete Holmes.
15 marca 2017 roku, stacja HBO zamówiła drugi sezon

22 lutego 2018 roku, stacja HBO przedłużyła serial o trzeci sezon